# دهستان هایقر
دهستان هایقر، یکی از دهستان‌های بخش جایدشت شهرستان فیروزآباد در استان فارس ایران است. مرکز این دهستان، روستای شهرک شهید دستغیب است.

## جمعیت
بر پایه سرشماری عمومی نفوس و مسکن در سال ۱۳۹۵، جمعیت دهستان هایقر برابر با ۲٬۸۴۱ نفر بوده است.